# Cohors II Delmatarum (Britannia)

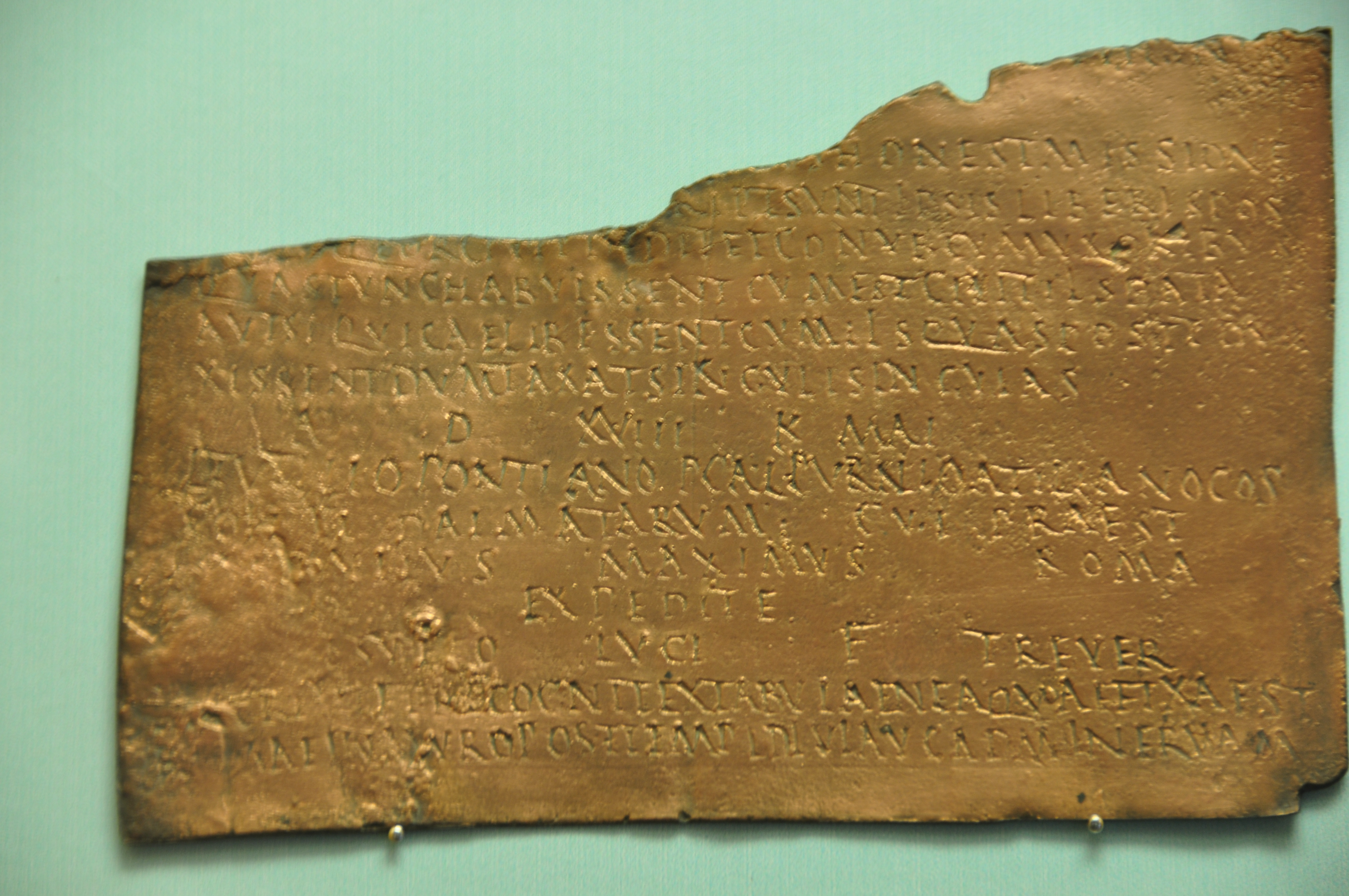
Das Militärdiplom des Jahres 135 n. Chr.

Die Cohors II Delmatarum (bzw. Dalmatarum) (deutsch 2. Kohorte der Delmater bzw. Dalmater) war eine römische Auxiliareinheit. Sie ist durch Militärdiplome und eine Inschrift belegt.

## Namensbestandteile
- Cohors: Die Kohorte war eine Infanterieeinheit der Auxiliartruppen in der römischen Armee.

- II: Die römische Zahl steht für die Ordnungszahl die zweite (lateinisch secunda). Daher wird der Name dieser Militäreinheit als Cohors secunda .. ausgesprochen.

- Delmatarum bzw. Dalmatarum: der Delmater. Die Soldaten der Kohorte wurden bei Aufstellung der Einheit aus dem illyrischen Stamm der Delmater auf dem Gebiet der römischen Provinz Dalmatia rekrutiert. In den Militärdiplomen finden sich beide Namensvarianten.

Da es keine Hinweise auf die Namenszusätze milliaria (1000 Mann) und equitata (teilberitten) gibt, ist davon auszugehen, dass es sich um eine Cohors quingenaria peditata, eine reine Infanterie-Kohorte, handelt. Die Sollstärke der Einheit lag bei 480 Mann, bestehend aus 6 Centurien mit jeweils 80 Mann.

## Geschichte
Der erste gesicherte Nachweis in der Provinz Britannia beruht auf einem Militärdiplom, das auf das Jahr 122 datiert ist; ob die Kohorte auf dem Diplom von 105 aufgeführt ist, ist nicht sicher. In dem Diplom von 122 wird die Kohorte als Teil der Truppen (siehe Römische Streitkräfte in Britannia) aufgeführt, die in der Provinz stationiert waren. Weitere Diplome, die auf 127 bis 135 datiert sind, belegen die Einheit in derselben Provinz.
Letztmals erwähnt wird die Einheit in der Notitia dignitatum unter dem Kommando des Dux Britanniarum für den Standort Magnis (Carvoran).

## Standorte
Standorte der Kohorte in Britannien waren:
- Magnis (Carvoran): Iulius Pastor errichtete einen Altar, der bei Magnis gefunden wurde. Darüber hinaus wird die Einheit in der Notitia dignitatum für diesen Standort aufgeführt.

## Angehörige der Kohorte
Folgende Angehörige der Kohorte sind bekannt.

### Kommandeure
- Iulius Maximus: er wird auf dem Diplom von 135 als Kommandeur der Kohorte genannt.
- Marcus Caecilius Donatianus,[A 1] ein Tribun

### Sonstige
| - Iul(ius) Pastor, ein Imaginifer (RIB 1795) | - [Ma]nsuetus, ein Fußsoldat: das Diplom von 135 wurde für ihn ausgestellt. |